# 廖子齊
廖子齊（1985年7月16日—）是中華民國（臺灣）時代力量黨籍的政治人物、社會運動者，第10及11屆新竹市議員、時代力量新竹市議會黨團成員，同時擔任時代力量發言人、時代力量決策委員、時代力量中部黨部主任委員。出生於新竹市香山區，大學畢業於台灣大學法律系司法組。2013年登記設立「子曰天然好禮」公司，經營手工皂。2018年獲得時代力量提名於2018九合一選舉參選新竹市議員，以4,566票當選。2022年再獲時代力量提名於2022九合一選舉參選新竹市議員，以5,366票連任。

## 選舉紀錄
| 年度 | 選舉屆數               | 選舉區           | 所屬政黨 | 得票數 | 得票率 | 當選標記 | 備註 |
| ---- | ---------------------- | ---------------- | -------- | ------ | ------ | -------- | ---- |
| 2018 | 第十屆新竹市議員選舉   | 新竹市第五選舉區 | 時代力量 | 4,566  | 11.15% |          |      |
| 2022 | 第十一屆新竹市議員選舉 | 新竹市第五選舉區 | 時代力量 | 5,366  | 13.52% |          |      |